# بيل ديوك
وليام هنري «بيل» ديوك الابن (بالإنجليزية: William Henry "Bill" Duke, Jr.)‏ (من مواليد 26 فبراير 1943) هو ممثل فاعل ومخرج سينمائي اميركي له ما يزيد على 35 عاما من الخبرة. وهو معروف ببنيته القوية، وكانت أعمال ديوك تقع في إطار الأكشن أو الجريمة، وقد تشمل الكوميدياأيضا.

## بدايات حياته
ولد ديوك في بكبسي، نيويورك وأمه هي إثيل لويز (اسمها قبل الزواج دوغلاس) ووليام هنري ديوك الأب.

## روابط خارجية
- بيل ديوك على موقع IMDb (الإنجليزية)
- بيل ديوك على موقع روتن توميتوز (الإنجليزية)
- بيل ديوك على موقع ألو سيني (الفرنسية)
- بيل ديوك على موقع أول موفي (الإنجليزية)
- بيل ديوك على موقع بوكس أوفيس موجو (الإنجليزية)
- بيل ديوك على موقع قاعدة بيانات الأفلام السويدية (السويدية)
- بيل ديوك على موقع إن إن دي بي (الإنجليزية)
- بيل ديوك على موقع قاعدة بيانات الفيلم (الإنجليزية)
- بيل ديوك على موقع كينوبويسك (الروسية)